# ۷۸ (قمری)
۷۸ (قمری)، هفتاد و هشتمین سال در گاهشماری هجری قمری است. اول محرم این سال برابر با دوم آوریل سال ۶۹۷ میلادی است.

## درگذشتگان
- جابر بن عبدالله انصاری : صحابه محمد پیامبر اسلام.

## وابسته
- جابر بن عبدالله انصاری